# Coín
Coín er en by og kommune i det sydlige Spanien i provinsen Málaga. Den har et indbyggertal på 25.809 (2024) indbyggere.